# Красненский сельский совет (Первомайский район)
Красненский сельский совет — входит в состав Первомайского района Харьковской области Украины.
Административный центр сельского совета находится в селе Красное.

## История
- 1992 — дата образования.

## Населённые пункты совета
- село Красное
- село Новое
- село Задорожнее
- село Новая Семеновка
- село Червоное